# Pure Jerry: Lunt-Fontanne, New York City, October 31, 1987
Lunt-Fontanne, New York City, October 31, 1987 est un coffret de 4 CD proposant l'intégralité des deux concerts du Jerry García Band donnés le 31 octobre 1987. Lors de chacun de ces concerts, 2 sets sont exécutés : un set acoustique, un set électrique.

## Musiciens

### Jerry García Band
- Jerry Garcia – guitare, voix
- Melvin Seals – claviers
- John Kahn – basse
- David Kemper – batterie
- Jaclyn LaBranch – chœurs
- Gloria Jones – chœurs

### Jerry Garcia Acoustic Band
- Jerry Garcia – guitare, voix
- David Nelson – guitare, voix
- Sandy Rothman – mandoline, banjo, vocals
- John Kahn – contrebasse
- Kenny Kosek – violon
- David Kemper – percussion

## Liste des titres

### CD 1: Jerry Garcia Acoustic Band
1. I've Been All Around This World (traditional) – 6:43
2. I'm Troubled" (traditional) – 5:54
3. Short Life of Trouble (G. B. Grayson) – 3:43
4. Blue Yodel #9 (Standing on the Corner) (Jimmie Rodgers) – 6:19
5. Spike Driver Blues (Mississippi John Hurt) – 7:12
6. Trouble in Mind (Richard M. Jones) – 6:34
7. The Girl at the Crossroads Bar (Bill Bryson) – 3:27
8. Bright Morning Stars (traditional) – 2:19
9. Ripple (Jerry Garcia, Robert Hunter) – 4:49
10. Goodnight Irene (traditional) – 7:04

### CD 2: Jerry García Band
1. How Sweet It Is (To Be Loved by You) (Brian Holland, Lamont Dozier, Eddie Holland) – 7:11
2. They Love Each Other (Garcia, Hunter) – 8:22
3. When I Paint My Masterpiece (Bob Dylan) – 6:28
4. Dear Prudence (John Lennon, Paul McCartney) – 12:03
5. Run for the Roses" (Garcia, Hunter) – 5:56
6. I Shall Be Released (Dylan) – 7:33
7. My Sisters and Brothers (Charles Johnson) – 4:34
8. Midnight Moonlight (Peter Rowan) – 7:07
9. Crazy Love (Van Morrison) – 5:28

### CD 3: Jerry Garcia Acoustic Band
1. Swing Low, Sweet Chariot (traditional) – 4:01
2. Deep Elem Blues (traditional) – 6:39
3. Blue Yodel #9 (Standing on the Corner) (Jimmie Rodgers) – 6:15
4. Ballad of Casey Jones (Hurt) – 5:56
5. Two Soldiers (traditional) – 4:47
6. Diamond Joe (Tex Logan) – 3:52
7. Gone Home (Bill Carlisle) – 4:44
8. Oh, Babe, It Ain't No Lie (Elizabeth Cotton) – 6:10
9. If I Lose (Ralph Stanley) – 3:20
10. Ragged but Right (traditional) – 5:08

### CD 2: Jerry García Band
1. Werewolves of London (LeRoy Marinell, Waddy Wachtel, Warren Zevon) – 6:19
2. Cats Under the Stars (Garcia, Hunter) – 7:58
3. Stop That Train (Peter Tosh) – 6:41
4. Let It Rock (Chuck Berry) – 5:33
5. Gomorrah (Garcia, Hunter) – 6:39
6. The Harder They Come (Jimmy Cliff) – 10:44
7. Knockin' on Heaven's Door (Dylan) – 11:00
8. Deal (Garcia, Hunter) – 7:46
9. My Sisters and Brothers (Johnson) – 7:32